# Uloborus ferokus
Uloborus ferokus es una especie de araña araneomorfa del género Uloborus, familia Uloboridae. Fue descrita científicamente por Bradoo en 1979.
Habita en India.